# Torre de Esgueva
Torre de Esgueva is een gemeente in de Spaanse provincie Valladolid in de regio Castilië en León met een oppervlakte van 23,60 km². Torre de Esgueva telt 72 inwoners (1 januari 2016).

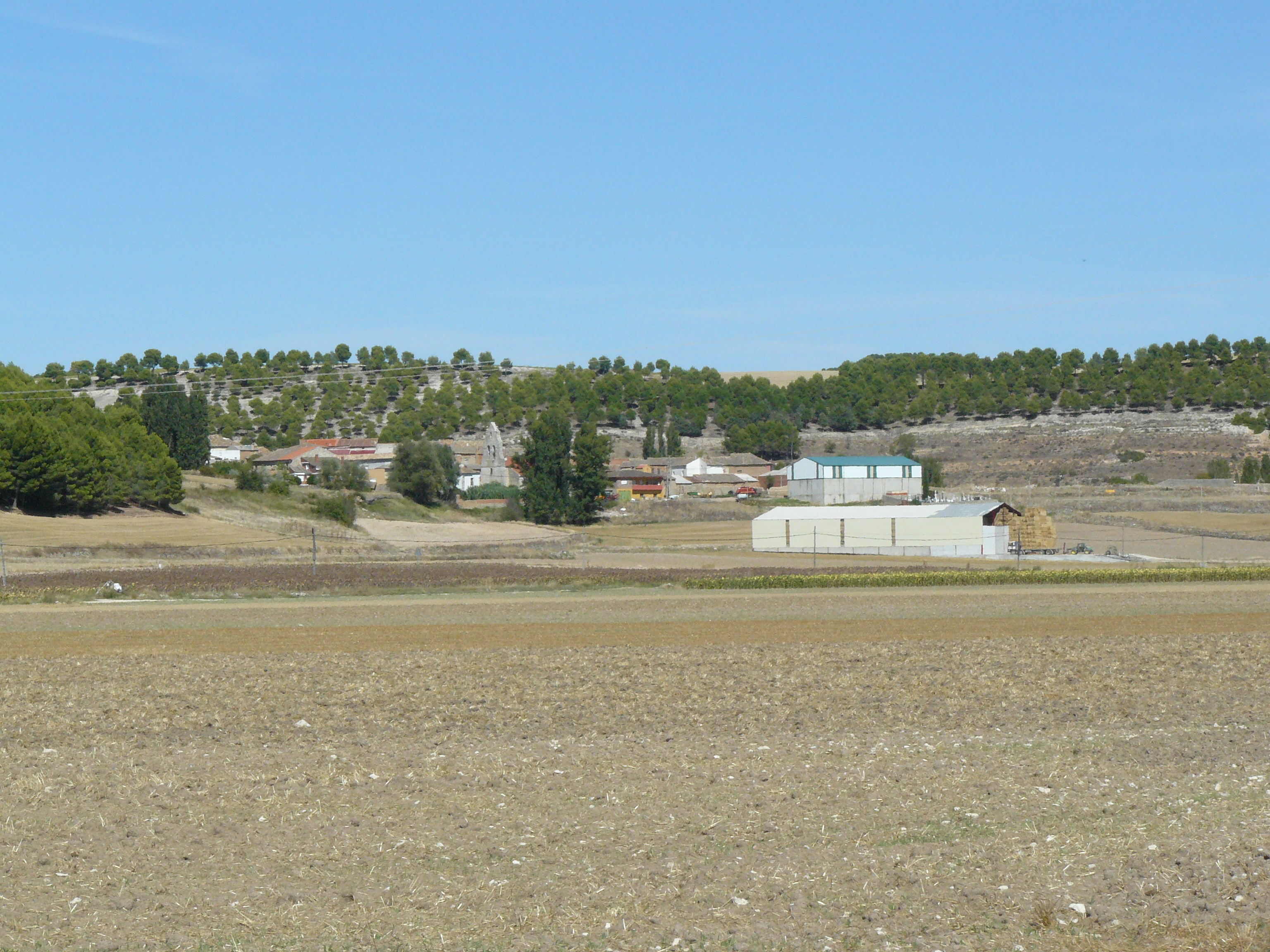
Zicht op Torre de Esgueva
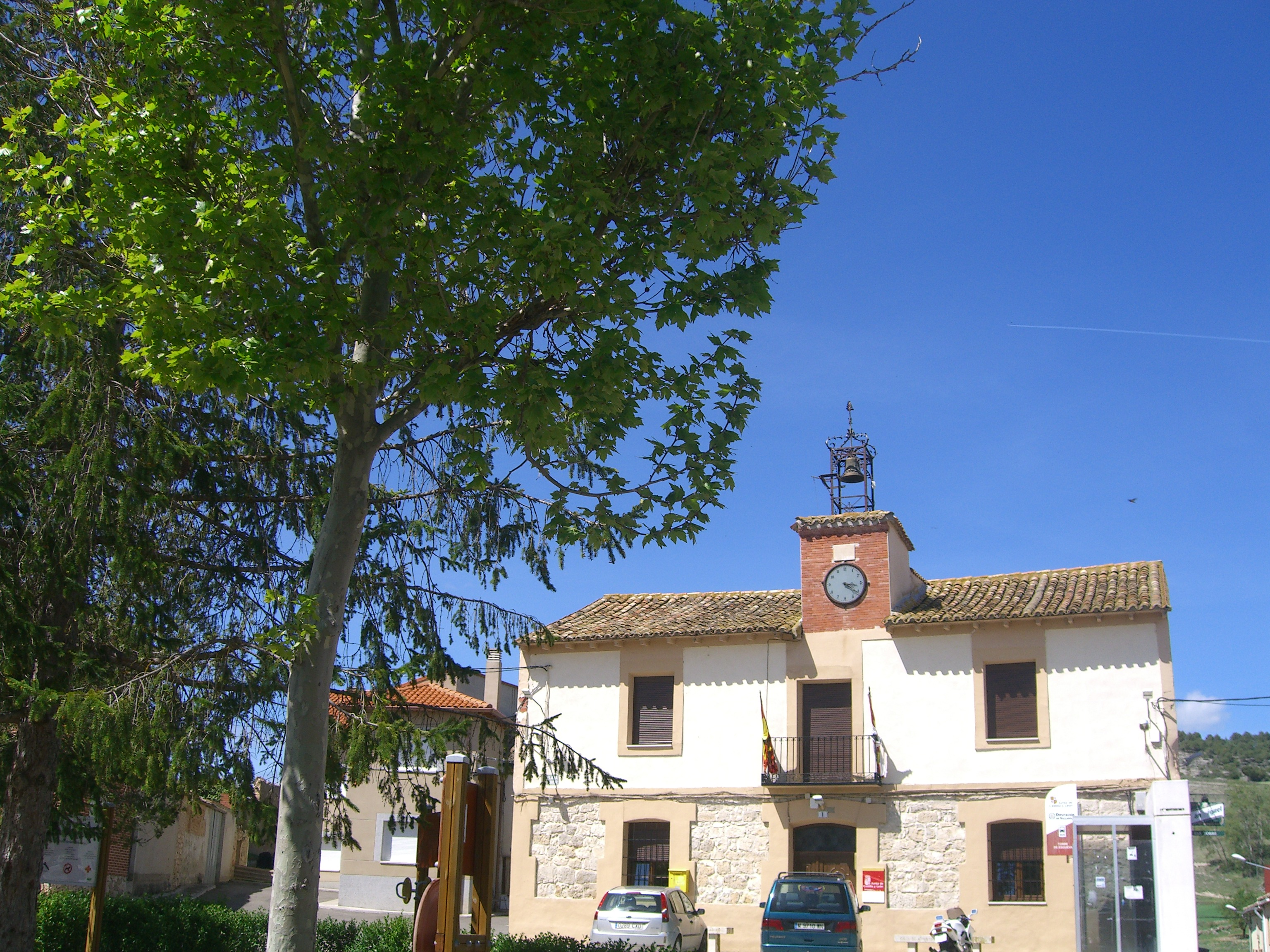
Gemeentehuis
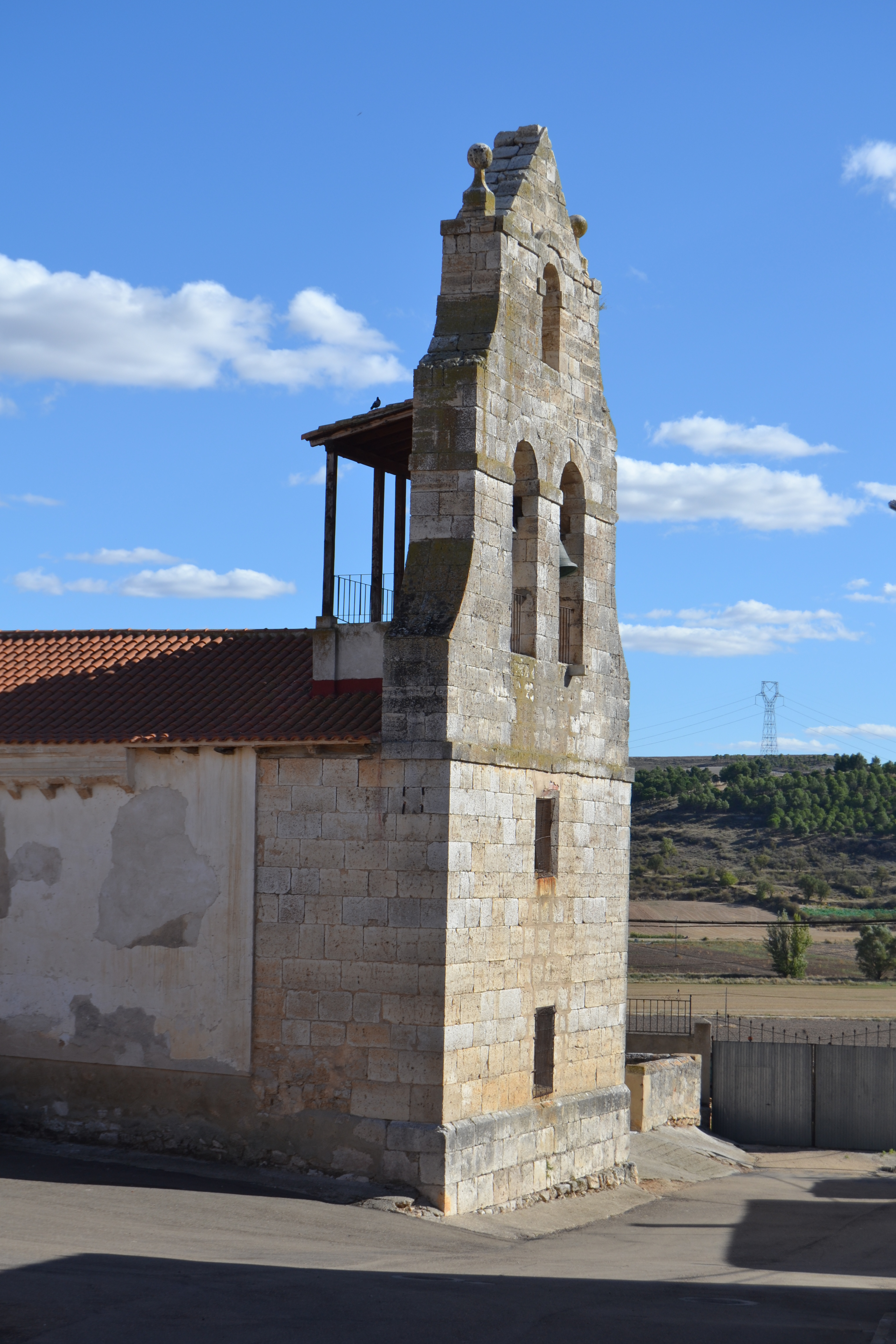
Kerk van Torre de Esgueva

## Demografische ontwikkeling
Bron: INE, 1857-2011: volkstellingen